# 麦芽糖醇
麦芽糖醇（英語：maltitol）是一种糖醇，它具有蔗糖甜味的75-90%，其它性质也类似，但因为它的生热值是蔗糖的一半，不大会引发龋齿，对血糖、血脂的影响也小。常作为糖类的替代品。它被用于代替蔗糖。

## 生产与应用
麦芽糖醇的生产过程分为两步：第一步是将淀粉水解获得麦芽糖；第二步是將麦芽糖氢化，麦芽糖中的醛基氢化后形成羟基。经过提纯之后就能获得麦芽糖醇糖浆或固体。有的麦芽糖醇糖浆是将淀粉的水解混合物直接氢化而成，含50-80%的麦芽糖醇，其它成分包括山梨糖醇和其它糖醇。
麦芽糖醇较甜，故不需要再和其他甜味物质混合。它也具有溶解吸热的性质，这一点也和蔗糖类似。
其可用于生产甜品：比如无糖糖果、口香糖、巧克力、烘焙糕点和冰激凌。药物工业将麦芽糖醇用作药物辅料。麦芽糖醇也可以用作明胶胶囊的塑化剂

## 化学性质
由于麦芽糖醇具有类似葡萄糖的结构，它也可以被生产成晶体、粉末或者糖稀状产品。大块的晶体受热后可以像蔗糖一样发生美拉德反应和焦糖化反应。麦芽糖醇晶体易溶于48.9 °C以上的热水，麦芽糖醇碎末的可溶于更低温度的水中。麦芽糖醇无法被口腔细菌代谢，所以不会引起龋齿。麦芽糖醇的吸收速度也比葡萄糖要慢，所以可能会降低对糖尿病人的影响。他的食物热量是2.1千卡每克，是蔗糖的4.0千卡/克一半。

## 不良反应
和其他的糖醇类物质（除赤藓醇以外）一样，大剂量的麦芽糖醇会导致腹泻 在澳大利亚、加拿大、挪威、墨西哥和新西兰等国家，麦芽糖醇产品会强制标记着“过量食用会导致腹泻”，在美国，麦芽糖醇被认为是“通常被认为是健康的”GRAS类物质，附带着注明每天使用一百克以上会导致腹泻的文字。